# تپه کولاژدم کوه ۱
تپه کولاژدم کوه ۱ مربوط به دوره اشکانیان - دوره ساسانیان است و در شهرستان کوهدشت، بخش طرهان، ۱/۲ کیلومتری جنوبغرب شهر گراب واقع شده و این اثر در تاریخ ۲۸ اسفند ۱۳۸۵ با شمارهٔ ثبت ۱۸۳۰۷ به‌عنوان یکی از آثار ملی ایران به ثبت رسیده است.